# 勒皮主教阿希马尔
阿希马尔·德·蒙特尔（—1098年8月1日）是第一次十字軍東征的主要人物之一，從1087年以前開始擔任法国勒皮地区的主教。他是教皇乌尔班二世選定的代表，来参加聖地探險。他以他的軍事才能而聞名，他曾率領騎士和士兵上陣並與他們並肩作戰，尤其是在多里拉伊姆戰役和安條克圍城戰中。據說阿希马尔在1098年6月28日十字軍在安条克的絕望突圍中攜帶了聖槍，以此大大鼓舞了士气。在這次突圍中，阿塔貝格·科爾博加領導的伊斯蘭軍隊被擊潰，十字軍成功保衛了這座城市。阿希马尔在1098年因病去世。